# Сем Кіслін
Сем Кіслін (укр. Кіслін Семен Захарович також Семен Зусович Кіслін; 1935, Одеса) — американський бізнесмен, власник корпорації Trans Commodities Inc. Став відомий після заяви про те, що колишній президент України Порошенко «вкрав мільярди доларів». Використовувався російською пропагандою проти України й Порошенка зокрема. Українські ЗМІ скептично ставилися до його заяв.

## Життєпис
Народився 1935 року в Одесі в єврейській сім'ї.
1972 року переїхав до Тель-Авіву, потім до США. До виїзду за кордон працював директором центрального гастронома Одеси на Дерибасівській вулиці.
1990 року в США заснував корпорацію Trans Commodities, Inc. З початку 90-х вів бізнес в Росії та Україні. У вересні 1997 року вперше приїхав до Одеси.

## Зв'язки
Сем Кіслін знайомий із багатьма впливовими людьми. Серед його партнерів по бізнесу і друзів — Анатолій Франчук (колишній прем'єр-міністр Криму), Рудольф Джуліані (колишній мер Нью-Йорку), Дональд Трамп, інвестиції в Україну він залучав під гарантії Леоніда Кучми, Анатолія Кінаха та Віктора Януковича.
Сем Кислин – бізнес-партнер Трампа та фігурант фінансових розслідувань
Сем (Семен) Кислин – американський бізнесмен, якого пов’язують з колишнім президентом США Дональдом Трампом. За даними розслідувань, Кислин знайомий з Трампом ще з 1970-х років та мав ділові зв’язки з його компаніями. Він також є давнім соратником Руді Джуліані, особистого адвоката Трампа, та фінансував його виборчі кампанії.
Кислин фігурує у спробах отримати доступ до заморожених активів в Україні, які були заблоковані ексгенпрокурором Юрієм Луценком. Водночас, він брав участь у встановленні контактів між оточенням Трампа та представниками нової української влади після обрання Володимира Зеленського.
Його представник в Україні, адвокат Дмитро Касьяненко, заявив: «Я передав йому [запит], але він сказав, що ви все перекрутите».
Кислин відомий як один із донорів передвиборчих кампаній Джуліані в 1990-х роках, а також як учасник бізнесових відносин із Трампом ще з кінця 1970-х років. Його компанії займалися торгівлею електронікою та нерухомістю, і він неодноразово згадувався в контексті фінансових операцій у США, Україні та Росії.
У вересні 2019 року Кислин потрапив у центр політичного скандалу, пов’язаного з імпічментом Трампа. Його ім’я фігурувало в розслідуванні щодо можливого тиску на українську владу з метою отримання компромату на політичних опонентів Трампа. У розслідуванні зазначалося, що Кислин мав зв’язки з представниками українських силових структур і намагався отримати доступ до заморожених активів на суму понад 23 млн доларів, які належали оточенню Віктора Януковича. Після обрання Володимира Зеленського президентом України Кислин активно підтримував налагодження контактів між його командою та представниками адміністрації Трампа. Дмитро Касьяненко – партнер і близький друг Сема Кислина, який представляє його інтереси в Україні. На момент розслідувань Кислин відмовився від коментарів.

## Порошенківська компанія з виведення держкоштів
2019 — виклав на YouTube відео, де звинувачував Порошенка в шахрайстві і пограбуванні українців та Дональда Трампа.

## Сім'я
Сім'я Сема живе в США. Дружина Людмилу (одружені із 1960 року). Від дітей має 4 внуків.

## Заборона на в'їзд до України
4 червня 2018 року Сему було заборонено в'їжджати в Україну терміном на 5 років. Він через українського адвоката Дмитра Касьяненка звернувся до Окружного адміністративного суду з проханням скасувати заборону. 
29 травня 2019 року суд зобов'язав СБУ надати документи, на яких Кісліну було заборонений в'їзд. Згодом СБУ скасувала своє рішення щодо заборони відвідування України в обмін на відмову від претензій на конфісковані активи наближених осіб колишнього президента Януковича.

## Нагороди
- 2001 — почесний громадянин Одеси (отримав від Руслана Боделана, колишнього мера Одеси).[1]